# Tommy Dreamer
Thomas James Laughlin, znany jako Tommy Dreamer (ur. 14 lutego 1971 w Yonkers) – amerykański wrestler. Występował w federacji World Wrestling Entertainment w brandzie Extreme Championship Wrestling. Występuje w TNA.
Pracę wrestlera rozpoczął w International World Class Championship Wrestling (IWCCW). W 1991 trzykrotnie zdobył IWCCW Tag Team Championship. 5 listopada 1992, w federacji CWA, został pierwszym Heavyweight Championem. W ECW zadebiutował w 1992. Zdobył pas ECW Tag Team Championship, a w 2000 pas ECW World Heavyweight Championship. 
W 2001 przeszedł do WWE i na RAW zdobył po raz pierwszy WWF Hardcore Championship. W 2009 na gali WWE Extreme Rules wygrał pas WWE ECW. 13 czerwca 2010, na Slammiversary VIII Laughlin zadebiutował w Total Nonstop Action Wrestling.
W dniu 17 grudnia 2012 roku powrócił do WWE RAW występując z Tag Team Matchu - Tommy Dreamer, Alberto Del Rio & The Miz vs. 3 Man Band (Heath Slater, Jinder Mahal & Drew McIntyre).

## Osiągnięcia
Border City Wrestling
- BCW Can-Am Heavyweight Championship

Century Wrestling Alliance
- CWA Heavyweight Championship

Extreme Championship Wrestling
- ECW World Heavyweight Championship (2 razy)
- ECW World Tag Team Championship (3 razy)

International World Class Championship Wrestling
- IWCCW Tag Team Championship (3 razy)

International Wrestling Association
- IWA Hardcore Championship

KYDA Pro Wrestling
- KYDA Pro Heavyweight Championship

Southwest Premier Wrestling
- SPW Texas Heavyweight Championship

World Wrestling Entertainment
- ECW Championship
- WWF/E Hardcore Championship (14 razy)
- WWE Superstars Bio